# Nippon Kaigi
Nippon Kaigi (en japonès:日本会議 en català: "La conferència del Japó") és una organització no governamental japonesa creada en 1997, amb una forta tendència nacionalista, i que promou el revisionisme històric, especialment pel que fa a la història japonesa del segle xx. No depèn de cap partit polític. Compta amb aproximadament 38.000 membres, entre ells persones molt destacades de la política, l'economia, i la cultura japonesa, i funciona com un lobby. Les seves posicions en determinats aspectes han estat molt influents en certs períodes en l'activitat del Govern japonès. El Primer Ministre Shinzo Abe, fou assessor del grup, que comptaria a més entre els seus membres amb diversos diputats.
El grup descriu entre els seus objectius; "canviar la consciència nacional, basada en la visió de la història del tribunal de Tòquio, com un problema fonamental" i "reformar l'actual Constitució."
Nippon Kaigi afirma comptar amb 38.000 afiliats, 47 seccions en prefectures, i unes 230 seccions locals.